# Klaus Armingeon
Klaus Armingeon (* 19. November 1954 in Stuttgart) ist ein deutscher Politikwissenschaftler.

## Leben
Nach dem Studium (1974–1979) der Politikwissenschaft, Erziehungswissenschaft, Zeit- und osteuropäischen Geschichte in Tübingen (Magisterabschluss in den Hauptfächern Politikwissenschaft und osteuropäische Geschichte) war er wissenschaftlicher Mitarbeiter bei Gerhard Lehmbruch und wissenschaftlicher Mitarbeiter am soziologischen Lehrstuhl bei Peter Flora in Mannheim (1983–1987). Nach der Habilitation am Lehrstuhl Manfred Gustav Schmidts in Heidelberg (1987–1993) war er von 1996 bis 2020 Ordinarius für Politikwissenschaft (Vergleichende und Europäische Politik) an der Universität Bern.